# Rivière-des-Mille-Îles
Circonscription électorale fédérale du Canada
Rivière-des-Mille-Îles (auparavant Saint-Eustache—Sainte-Thérèse) est une circonscription électorale fédérale canadienne située au Québec.

## Description
Nommée d'après la rivière des Mille Îles, la circonscription se trouve dans la couronne nord de Montréal, dans la région québécoise de Laurentides. Elle est constituée des territoires des villes de Deux-Montagnes, Saint-Eustache, Boisbriand et Rosemère. 
Les circonscriptions limitrophes sont Argenteuil—Papineau—Mirabel, Marc-Aurèle-Fortin, Laval, Laval—Les Îles et Pierrefonds—Dollard.

## Historique
La circonscription a été créée sous le nom de Saint-Eustache—Sainte-Thérèse en 1996 avec une partie de Blainville—Deux-Montagnes. Elle fut renommée Rivière-des-Mille-Îles en 1998. Ses limites ont été modifiées en 2003. Lors du redécoupage électoral de 2013 elle a cédé la ville de Sainte-Marthe-sur-le-Lac à la circonscription de Mirabel, et s'est agrandie de la ville de Rosemère, détachée de Marc-Aurèle-Fortin.

### Députés
| Législature                                                      | Années        | Député         | Parti | Parti          |
| ---------------------------------------------------------------- | ------------- | -------------- | ----- | -------------- |
| Saint-Eustache—Sainte-Thérèse issue de Blainville—Deux-Montagnes |               |                |       |                |
| 36e                                                              | 1997–2000     | Gilles Perron  |       | Bloc québécois |
| Rivière-des-Mille-Îles                                           |               |                |       |                |
| 37e                                                              | 2000–2004     | Gilles Perron  |       | Bloc québécois |
| 38e                                                              | 2004–2006     | Gilles Perron  |       | Bloc québécois |
| 39e                                                              | 2006–2008     | Gilles Perron  |       | Bloc québécois |
| 40e                                                              | 2008–2011     | Luc Desnoyers  |       | Bloc québécois |
| 41e                                                              | 2011–2015     | Laurin Liu     |       | Néo-démocrate  |
| 42e                                                              | 2015–2019     | Linda Lapointe |       | Libéral        |
| 43e                                                              | 2019–2021     | Luc Desilets   |       | Bloc québécois |
| 44e                                                              | 2021–2025     | Luc Desilets   |       | Bloc québécois |
| 45e                                                              | 2025–en cours | Linda Lapointe |       | Libéral        |